# 임용순
임용순(任容淳, 1903년 ~ 1987년 11월 4일)은 대한민국의 제2대 국회의원이다. 면서기와 경찰관을 지냈으며, 이승만 계열인 대한청년단의 삼척군단장이었다.

## 약력
- 중학교 졸업
- 면서기
- 경찰관
- 대한청년단삼척군단장

## 역대 선거 결과
|  | 26.23% |

|  | 26.97% |

|  | 13.42% |

|  | 19.71% |

## 참고자료
- 임용순 - 대한민국헌정회